# مافيا
1. مقدمة: تعريف "المافيا" والبحث عن جذور التسمية
يُستخدم مصطلح "مافيا" اليوم على نطاق واسع للإشارة إلى تجمعات غير مشروعة وعصابات إجرامية سرية ومنظمة تتميز ببنية هرمية مركزية. غالبًا ما ترتبط هذه التنظيمات بأنشطة مثل الابتزاز، والاتجار غير المشروع بالمخدرات والأسلحة، وغسيل الأموال، والسعي للتأثير السياسي. على الرغم من أن المصطلح أصبح عامًا يُطلق على شبكات إجرامية متنوعة حول العالم ، إلا أن ارتباطه الأصلي والأقوى يظل بالمنظمات الإجرامية التي نشأت في صقلية وتلك المرتبطة بها في الولايات المتحدة الأمريكية.
تؤكد المصادر على أن ظاهرة المافيا، وكذلك المصطلح نفسه، لها جذور عميقة في جزيرة صقلية، حيث ظهرت في سياق تاريخي واجتماعي وسياسي محدد. تشير الدلائل إلى أن نشأتها تعود إلى منتصف القرن التاسع عشر تقريبًا، في فترة اتسمت بالاضطراب وضعف سلطة الدولة بعد توحيد إيطاليا.
مع ذلك، يكتنف الغموض الأصل الدقيق لكلمة "مافيا" نفسها، وتتعدد النظريات حول جذورها اللغوية، مما يجعلها موضوعًا للدراسة والجدل بين المؤرخين وعلماء اللغة. يهدف هذا التقرير إلى إجراء تحقيق لغوي وتاريخي دقيق في الأصول المحتملة لمصطلح "مافيا"، مستعرضًا النظريات الرئيسية التي تربطه باللهجة الصقلية، أو اللغة العربية، أو التفسيرات الشعبية، مع تقييم الأدلة المتاحة لكل نظرية.
من المهم الإشارة منذ البداية إلى أن مصطلح "مافيا" يُعتبر إلى حد كبير تسمية خارجية، شاع استخدامها بواسطة الصحافة والجمهور لوصف هذه المنظمات. أما أعضاء هذه المنظمات، وخاصة المافيا الصقلية والأمريكية الإيطالية، فيشيرون إلى تنظيمهم باسم "كوزا نوسترا" (Cosa Nostra)، والذي يعني بالإيطالية "شيئنا" أو "أمرنا الخاص". هذا التمييز بين التسمية الخارجية ("مافيا") والتسمية الداخلية ("كوزا نوسترا") يعكس فارقًا جوهريًا بين كيفية إدراك هذه الجماعات من الخارج وكيفية تعريفها لنفسها وهويتها الداخلية، وهو أمر له دلالته في فهم تطور المصطلح واستخدامه.
2. القلب الصقلي: 'مافيوزو' ودلالاته المتعددة
تُجمع العديد من المصادر اللغوية والتاريخية على أن الصفة الصقلية 'mafiusu' (التي يقابلها بالإيطالية 'mafioso') تمثل السلف اللغوي الأكثر مباشرة والأقرب لكلمة "مافيا". لفهم أصل "مافيا"، لا بد من استكشاف المعاني المعقدة والمتشابكة التي حملتها كلمة 'mafiusu' في صقلية خلال القرن التاسع عشر.
لم تكن كلمة 'mafiusu' ذات معنى واحد بسيط وواضح. فقد كانت تحمل طيفًا من الدلالات المتداخلة، وأحيانًا المتناقضة. بشكل عام، كانت تُترجم تقريبًا بمعنى "التبختر" أو "الخيلاء" (swagger)، ولكنها امتدت لتشمل معاني "الجُرأة" (boldness) و"الشجاعة" أو "البسالة" (bravado). عندما كانت تُستخدم لوصف رجل في صقلية القرن التاسع عشر، كانت الكلمة غامضة؛ إذ يمكن أن تشير إلى شخص "متنمر" (bully) أو "متعجرف" (arrogant)، ولكن في الوقت نفسه، يمكن أن تعني شخصًا "جسورًا" أو "لا يعرف الخوف" (fearless)، "مُقدامًا" أو "مبادرًا" (enterprising)، و"فخورًا" أو "معتزًا بنفسه" (proud). وقد لخص الباحث دييغو غامبيتا (Diego Gambetta) هذا الغموض الدلالي. ويضيف قاموس ويكشنري (Wiktionary) معاني أخرى مثل "وقح" أو "مُتَطاوِل" (presumptuous, forward or impudent) و"مُتبجِّح" أو "مُتباهٍ" (braggart, swaggerer). ومن المثير للاهتمام، أن الصيغة المؤنثة للكلمة، 'mafiusa'، كانت تحمل معنى إيجابيًا تمامًا، حيث كانت تعني "جميلة" أو "جذابة".
الأهم من ذلك، أن كلمة 'mafiusu' في بدايات استخدامها لم تكن تشير بالضرورة إلى شخص مجرم. بل كانت تصف بالأحرى شخصًا يُظهر سلوكًا أو موقفًا معينًا؛ ربما موقفًا يتسم بالشك تجاه السلطة المركزية، أو يجسد الاعتزاز المحلي والاعتماد على الذات في بيئة مضطربة. قد تمثل الكلمة رفضًا لقانون الدولة ("الخروج على القانون" - lawlessness ) أو روحًا من العداء تجاهه وتجاه ممثليه. ويربطها البعض بعقلية أو موقف صقلي عام متجذر في الثقافة الشعبية للجزيرة.
هناك أيضًا إشارة إلى كلمة صقلية أخرى، 'mafie'، والتي تعني الكهوف الموجودة بالقرب من مدينتي تراباني ومارسالا. كانت هذه الكهوف تستخدم غالبًا كمخابئ للاجئين والمجرمين، مما يطرح رابطًا لغويًا محتملاً آخر، وإن كان أقل تأكيدًا، مع البيئة التي نشأت فيها هذه الجماعات.
إن تطور دلالة كلمة 'mafiusu' من مصطلح يصف مزيجًا معقدًا من السمات الشخصية الإيجابية (مثل الفخر والشجاعة) والسلبية (مثل الغطرسة والتنمر)، والتي ربما كانت تُقدّر أو تُقبل بدرجات متفاوتة في سياق اجتماعي وثقافي معين يتسم بضعف الدولة وهيمنة القوى المحلية، إلى مصطلح يرتبط بشكل أساسي بالإجرام المنظم، يعكس المسار التاريخي للجماعات التي جسدت هذا السلوك. لم يبدأ المصطلح كمصطلح إجرامي بحت، ولكنه اكتسب هذه الدلالة تدريجيًا مع ترسيخ "المافيوزي" لدورهم كمنظمات إجرامية عنيفة تمارس الابتزاز وتتحدى سلطة الدولة. ففي مجتمع يعاني من ضعف مؤسسات الدولة وتاريخ طويل من الحكم الأجنبي ، قد يُنظر إلى سمات مثل الجرأة والاعتزاز بالنفس والخوف، حتى لو اقترنت بالغطرسة، بنظرة ملتبسة أو حتى إيجابية كشكل من أشكال تأكيد الذات أو القوة المحلية. ولكن مع انخراط الجماعات التي تظهر هذه السمات بشكل متزايد ومنهجي في الابتزاز والعنف المنظم (ما أسماه فرانكيتي "صناعة العنف" )، طغت الجوانب السلبية على الأرجح على الجوانب الإيجابية، مما أدى إلى تحول المعنى الأساسي للمصطلح نحو الإجرام، وهي عملية تسارعت بفعل أحداث ثقافية وتاريخية محددة، أبرزها مسرحية عام 1863 التي سيتم تناولها لاحقًا.
3. أصداء من الإمارة: تقصي الجذور العربية المحتملة
يطرح عدد كبير من الباحثين والمصادر فرضية وجود أصول عربية لكلمة "مافيا"، مستندين في ذلك إلى حقيقة تاريخية مهمة وهي أن جزيرة صقلية كانت إمارة إسلامية لأكثر من قرنين من الزمان، تقريبًا من عام 831 إلى 1072 ميلادي. تركت هذه الفترة بصمة لغوية وثقافية واضحة على الجزيرة، مما يجعل البحث عن جذور عربية للمصطلح أمرًا منطقيًا تاريخيًا. وتذكر العديد من المراجع أن اللغة العربية غالبًا ما يُستشهد بها كمصدر نهائي محتمل للكلمة، على الرغم من الخلاف حول الكلمة العربية المحددة.
وقد تم اقتراح عدة كلمات عربية كأصول محتملة لكلمة 'mafiusu' ومن ثم "مافيا". يستعرض الجدول التالي أبرز هذه الاقتراحات بناءً على المعلومات الواردة في المصادر المتاحة:
| الكلمة العربية المقترحة (بالخط العربي والنقل الحرفي) | المعنى المقترح | المصدر/ المؤيد (إن وجد) | معرفات المقتطفات الداعمة | ملاحظات موجزة |
|---|---|---|---|---|
| mahyāṣ (مهياص) | تباهٍ أو تبجح عدواني، خيلاء، عدواني وعنيف ومتشدق | قاموس وبسترز، دييغو غامبيتا (عبر مصدر آخر) |  | يتوافق مع جانب "التبختر" في 'mafiusu'. |
| marfūḍ (مرفوض) | مرفوض، منبوذ، مرتد، عاصٍ | دييغو غامبيتا، قاموس أكسفورد الإنجليزي (عبر مسار وسيط) |  | يربط الكلمة بالتمرد والخروج عن القانون. يعتبره غامبيتا وآخرون المصدر الأرجح لـ 'mafiusu' عبر أشكال وسيطة. أُثيرت شكوك حول الرابط الصوتي/الدلالي. |
| muʿāfā (معافى) | أمان، حماية، سلامة، صحة، الشخص الذي يوفر الأمان ("القبضاي") | ماريو بوزو (أشار لمعنى "الملجأ")، نظرية (Mu + Afah) |  | يرتبط بوظيفة "الحماية" التي تمارسها المافيا. |
| maʿafī (معفي) | مُعفى (خاصة من الجزية في الشريعة الإسلامية)، مما يعني ضمنًا الشرعية أو عدم الخضوع للمقاضاة | - |  | يربط الكلمة بمفهوم الإعفاء القانوني أو الضريبي. |
| Maʿāfir (معافر) | اسم قبيلة عربية حكمت باليرمو | - |  | يفترض أن تقليد الفلاحين المحليين للعرب أدخل اسم القبيلة للمفردات الشعبية. |
| maha / mafie | محجر، كهف (إشارة إلى كهوف مارسالا وتراباني) | - |  | يربط الكلمة بأماكن اختباء تاريخية. |
| mafyaʾ (مفيء) | مكان الظل، الملجأ | - |  | يرتبط بفكرة الملجأ السري بعد الغزو النورماندي. |
على الرغم من جاذبية هذه الفرضيات المستندة إلى التاريخ، إلا أنه لا يوجد إجماع بين العلماء حول أصل عربي واحد ومحدد لكلمة "مافيا". فالتعدد الكبير في الكلمات العربية المقترحة، والاختلاف الواضح في معانيها (من "مرفوض" إلى "محمي" إلى "متباهي" إلى "معفى" وغيرها)، يشير بقوة إلى أن التأثير العربي على اللهجة الصقلية، وإن كان مؤكدًا بشكل عام، فإن تتبع أصل كلمة 'mafiusu' أو "مافيا" إلى كلمة عربية بعينها يظل أمرًا تخمينيًا إلى حد كبير ويصعب إثباته بشكل قاطع. قد يكون البحث عن جذر عربي مدفوعًا بالواقع التاريخي لوجود العرب في صقلية أكثر من كونه مستندًا إلى أدلة لغوية قاطعة ومباشرة تربط كلمة واحدة محددة بتطور المصطلح. فلو كان هناك خط لغوي واضح ومباشر من كلمة عربية واحدة، لتوقعنا درجة أكبر من الإجماع وروابط صوتية ودلالية أقوى. بدلًا من ذلك، نجد مجموعة واسعة من المرشحين المحتملين الذين يبدو أنهم يتناسبون مع جوانب مختلفة من ظاهرة المافيا أو سلوك 'mafiusu' (مثل الوضع الخارج عن القانون، أو وظيفة الحماية، أو سلوك التباهي). هذا التنوع يوحي بأن الباحثين أو المهتمين بالتأثيل الشعبي ربما يقومون بإسقاط كلمات عربية محتملة على جوانب مختلفة من الظاهرة بأثر رجعي، بدلًا من إثبات مسار تطوري واضح من مصطلح عربي واحد ومحدد.
4. الفولكلور والاختصارات: أسطورة "M.A.F.I.A."
بعيدًا عن التحليلات اللغوية المستندة إلى اللهجة الصقلية أو اللغة العربية، تنتشر قصة شعبية شهيرة تربط أصل كلمة "مافيا" باختصار (Acronym) لعبارة إيطالية. تزعم هذه الرواية أن كلمة "MAFIA" هي في الواقع الأحرف الأولى من شعار "Morte Alla Francia Italia Anela!"، والذي يُترجم إلى "الموت لفرنسا هو صرخة إيطاليا!". ويُقال إن هذا الشعار نشأ خلال انتفاضة "صلاة الغروب الصقلية" عام 1282 ميلادي، وهي ثورة شعبية ضد الحكم الفرنسي للجزيرة. ووفقًا لهذه القصة، تشكلت منظمة سرية لمقاومة الغزاة الفرنسيين اتخذت هذا الشعار، ومن الأحرف الأولى لكلماته جاءت كلمة "مافيا".
وهناك رواية شعبية أخرى، مرتبطة بنفس الفترة التاريخية (1282 م)، يذكرها بعض زعماء المافيا مثل جوزيف بونانو، تربط أصل الكلمة ليس بشعار سياسي، بل بصرخة أم مفجوعة. تقول القصة إن شرارة التمرد اندلعت عندما قام جندي فرنسي باختطاف فتاة صقلية ليلة زفافها. أشعل هذا الحادث غضب الصقليين وأدى إلى مذابح واسعة ضد الفرنسيين دفاعًا عن الشرف. وتزعم هذه الرواية أن أم الفتاة المخطوفة كانت تجري في الشوارع وهي تصرخ وتبكي، وأن صرختها الهستيرية أصبحت أساسًا لكلمة "مافيا".
على الرغم من الجاذبية الدرامية لهذه القصص، إلا أن الأوساط الأكاديمية من لغويين ومؤرخين يعتبرون نظرية الاختصار "M.A.F.I.A." مجرد تأثيل شعبي (Folk Etymology) أو أسطورة لا تستند إلى دليل تاريخي أو لغوي متين. يوصف هذا التفسير بأنه "طريف وذكي" ولكنه ليس "القصة الحقيقية". العائق الرئيسي أمام قبول هذه النظرية هو المفارقة التاريخية الواضحة (Anachronism)؛ فالمصادر الموثوقة لا تظهر استخدام كلمة "مافيا" بالمعنى المرتبط بالجريمة المنظمة إلا في القرن التاسع عشر، أي بعد مرور أكثر من خمسة قرون على أحداث صلاة الغروب الصقلية عام 1282.
ومع ذلك، فإن استمرار تداول قصة الاختصار "M.A.F.I.A." يشير إلى أنها تؤدي وظيفة اجتماعية وثقافية مهمة. فهي تحاول إضفاء الشرعية على المافيا من خلال ربط أصولها بسردية المقاومة الوطنية والدفاع عن الشرف ضد المحتل الأجنبي. تقدم هذه الرواية أصلًا رومانسيًا وبطوليًا يتناقض بشكل حاد مع الواقع التاريخي الأكثر ارتباطًا بظهور الجريمة المنظمة في سياق الانهيار الاجتماعي وضعف الدولة في القرن التاسع عشر. يبدو أن جاذبية هذه الأساطير تكمن في قدرتها على خلق أصل نبيل ومقبول لهذه المنظمات، مما يوفر سردية مضادة لواقع الابتزاز والعنف الذي يميز تاريخها الفعلي.
5. البوتقة: صقلية القرن التاسع عشر وتبلور المصطلح
لفهم كيفية اكتساب كلمة "مافيا" لدلالتها الإجرامية الحديثة، من الضروري النظر إلى الظروف الاجتماعية والسياسية والاقتصادية التي سادت في صقلية خلال منتصف ونهاية القرن التاسع عشر، خاصة في أعقاب توحيد إيطاليا (Risorgimento) عام 1861. شكلت هذه الفترة "بوتقة" تاريخية تضافرت فيها عوامل متعددة أدت إلى ظهور وتوطيد المافيا كظاهرة اجتماعية واكتساب المصطلح لدلالته المعروفة.
كانت السمة الأبرز لهذه الفترة هي ضعف حضور الدولة الإيطالية الوليدة في صقلية وعجزها عن فرض القانون وحماية حقوق الملكية بشكل فعال. تزامن هذا مع انهيار النظام الإقطاعي القديم والتغيرات الجذرية في ملكية الأراضي، مما أدى إلى فراغ في السلطة وزيادة في الاضطرابات الاجتماعية. انتشرت أعمال اللصوصية وقطاع الطرق، مما خلق حالة من الفوضى وانعدام الأمن.
في هذا الفراغ، ظهرت مجموعات مسلحة خاصة، عُرفت باسم 'mafie' (بصيغة الجمع)، كانت في البداية تُستأجر من قبل كبار ملاك الأراضي الغائبين لحماية ممتلكاتهم. لكن هذه المجموعات سرعان ما نمت قوتها وتنظيمها، وانقلبت ضد أصحاب الأراضي أنفسهم، لتتحول إلى شبكات ابتزاز تفرض "الحماية" مقابل المال، وأصبحت هي القانون الفعلي في العديد من المناطق. لعبت العوامل الاقتصادية دورًا مهمًا أيضًا؛ فقد أدى ازدهار تصدير سلع ذات قيمة عالية مثل الكبريت  والحمضيات (الليمون والبرتقال)  إلى زيادة الطلب على الحماية لهذه المحاصيل والمناجم، مما وفر فرصًا اقتصادية لهذه الجماعات.
إضافة إلى ذلك، اتسم المناخ السياسي بعدم الاستقرار والفساد، حيث تورطت السلطات المحلية وأحيانًا مسؤولون في روما في علاقات معقدة مع هذه الجماعات، تصل أحيانًا إلى حد التعاون أو استخدامها لقمع الخصوم السياسيين أو الحركات الاجتماعية. على سبيل المثال، يُشير باحثون إلى أن صعود الحركات الاشتراكية مثل "روابط الفلاحين" (Peasant Fasci) في أواخر القرن التاسع عشر دفع ملاك الأراضي والسياسيين المحليين إلى اللجوء للمافيا لقمع مطالب الفلاحين ومقاومة التغيير الاجتماعي.
في هذا السياق المشحون، لعبت مسرحية بعنوان "I mafiusi di la Vicaria" ("مافيوزو سجن فيكاريا") دورًا حاسمًا في ربط مصطلح 'mafiusu' بالجريمة المنظمة في الوعي العام. عُرضت هذه المسرحية، التي كتبها جوزيبي ريزوتو (Giuseppe Rizzotto) وغاسباري موسكا (Gaspare Mosca)، لأول مرة عام 1863 وحققت نجاحًا هائلاً في جميع أنحاء إيطاليا. تصور المسرحية عصابة داخل سجن باليرمو تتمتع بسمات شبيهة بالمافيا: زعيم (boss)، طقوس انضمام، حديث عن قانون الصمت ('umirtà') والابتزاز ('pizzu'). يوجد بعض التضارب في المصادر حول ما إذا كانت كلمة 'mafiusi' نفسها قد وردت في النص الأصلي للمسرحية؛ فبعض المصادر تؤكد أنها لم تُذكر ، بينما تشير مصادر أخرى إلى استخدامها. بغض النظر عن هذا التفصيل، فإن الأثر الثقافي للمسرحية كان واضحًا؛ فقد ساهمت بشكل كبير في تعميم الربط بين سلوك 'mafiusu' وهذه التنظيمات الإجرامية السرية.
بعد فترة وجيزة من نجاح المسرحية، بدأ مصطلح "مافيا" يظهر في التقارير الرسمية للدولة الإيطالية لوصف هذه الظاهرة الإجرامية. تم توثيق أول استخدام رسمي لكلمة "مافيا" بهذا المعنى في عام 1865 في تقرير أعده محافظ باليرمو، فيليبو أنطونيو غوالتيريو (Filippo Antonio Gualterio). كما يُذكر أن الشرطة بدأت في استخدام المصطلح حوالي العام 1865 لوصف الشخص الذي يخطط للجرائم ويدفع للآخرين لتنفيذها.
جاء التحليل الأكاديمي المبكر المهم بعد ذلك بسنوات قليلة، مع التحقيق الذي أجراه ليوبولدو فرانكيتي (Leopoldo Franchetti) وسيدني سونينو (Sidney Sonnino) ونُشر عام 1877 بعنوان "Inchiesta in Sicilia" ("تحقيق في صقلية"). قدم الجزء الذي كتبه فرانكيتي، "Condizioni politiche e amministrative della Sicilia" ("الأوضاع السياسية والإدارية في صقلية")، أول تفسير مقنع ومنهجي للمافيا، واصفًا إياها بـ "صناعة العنف" ("industry of violence") المتجذرة بعمق في المجتمع الصقلي ومؤسساته الضعيفة. لاحظ فرانكيتي أن مصطلح "مافيا" وجد أمامه "طبقة من المجرمين العنيفين على أهبة الاستعداد في انتظار اسم لتعريفهم".
وهكذا، لم تكتسب كلمة "مافيا" دلالتها الإجرامية الحديثة من خلال التطور اللغوي البحت فحسب، بل من خلال تضافر أحداث تاريخية ولحظات ثقافية محددة في صقلية القرن التاسع عشر. خلقت الفوضى الاجتماعية والسياسية الحاجة إلى جماعات مثل المافيا (أو سمحت لها بالازدهار)، بينما قدمت مسرحية 1863 الشرارة الثقافية التي ربطت المصطلح الموجود أصلًا ('mafiusu') بهذا الشكل المحدد من الجريمة المنظمة في الوعي العام، مما مهد الطريق لاعتماده رسميًا. جاء تقرير غوالتيريو عام 1865 ليرسخ هذا الارتباط في الخطاب الرسمي، ثم جاء تحليل فرانكيتي عام 1877 ليقدم الأساس النظري لفهم هذه "الصناعة".
6. من مصطلح محلي إلى تسمية عالمية: تطور "المافيا"
شهد مصطلح "مافيا" تحولًا دلاليًا كبيرًا على مر الزمن. فبعد أن كان يشير في الأصل تحديدًا إلى الظاهرة الصقلية (التي عرفت نفسها لاحقًا باسم "كوزا نوسترا") أو إلى سلوك 'mafiusu'، توسع معناه ليصبح تسمية عامة وشاملة تُستخدم بشكل غير رسمي لوصف العديد من شبكات الجريمة المنظمة المختلفة حول العالم، حتى تلك التي لا تربطها أي صلة بإيطاليا أو صقلية. أصبح من الشائع الحديث عن "المافيا الروسية"، "المافيا اليابانية" (ياكوزا)، "كارتلات المافيا المكسيكية"، وغيرها.
لعبت الهجرة الإيطالية، وخاصة من صقلية وجنوب إيطاليا، دورًا محوريًا في انتشار الظاهرة والمصطلح خارج حدود إيطاليا، وبشكل خاص إلى الولايات المتحدة الأمريكية في أواخر القرن التاسع عشر وأوائل القرن العشرين. في الأحياء الفقيرة للمهاجرين الإيطاليين في مدن مثل نيويورك وشيكاغو ونيو أورلينز، تشكلت عصابات إجرامية، اندمج بعضها تدريجيًا مع المافيا الصقلية الوافدة لتشكل ما يعرف اليوم بالمافيا الإيطالية الأمريكية. أطلقت هذه المنظمة على نفسها أيضًا اسم "كوزا نوسترا" (La Cosa Nostra)، كما كشف عنها لأول مرة العضو التائب جوزيف فالاتشي عام 1963.
ساهمت وسائل الإعلام، بما في ذلك الأدب والسينما، بشكل كبير في تشكيل الفهم الشعبي لمصطلح "مافيا" ونشره عالميًا. أصبحت أفلام مثل "العراب" (The Godfather)  أيقونات ثقافية، ورسخت صورًا نمطية معينة عن المافيا وأعضائها في المخيلة العالمية، مما زاد من شيوع المصطلح وتداوله.
على الرغم من هذا الانتشار الواسع، يظل مصطلح "مافيا" تسمية خارجية إلى حد كبير. وكما ذكر سابقًا، تفضل المنظمات الإيطالية والإيطالية الأمريكية الأصلية الإشارة إلى نفسها باسم "كوزا نوسترا" ("شيئنا"). وقد استخدمت المافيا الصقلية أسماء أخرى لوصف نفسها عبر تاريخها، مثل "المجتمع الموقر" (The Honored Society)، ويُعرف أعضاؤها فيما بينهم بـ "رجال الشرف" أو "رجال الاحترام".
في محاولة لمواجهة هذه الظاهرة، تم إدخال تعريفات قانونية للمصطلح. على سبيل المثال، يعرف القانون الجنائي الإيطالي في المادة 416 مكرر (التي قدمها بيو لا توري) "الجمعية من النوع المافياوي" (associazione di tipo mafioso) بأنها تلك التي "يستغل فيها المنتمون للجمعية القدرة على الترهيب التي تمنحهم إياها عضويتهم، والامتثال والصمت (omertà) التي تستلزمها العضوية". هذا التعريف القانوني يحاول التقاط جوهر عمل المافيا (الترهيب، الصمت) لأغراض قضائية، مما يساهم في تجريد المصطلح من أصوله الصقلية المحددة نحو مفهوم قانوني أعم.
إن عولمة مصطلح "مافيا" تحمل في طياتها مفارقة. فبينما يوفر المصطلح اختصارًا معروفًا عالميًا لوصف نوع معين من الجريمة المنظمة القائمة على الترهيب والسرية والهرمية، فإن تطبيقه العام على مجموعات إجرامية شديدة التنوع في ثقافات وسياقات مختلفة غالبًا ما يجرده من سياقه التاريخي والثقافي المحدد. قد يؤدي هذا التعميم إلى سوء فهم أو إلى خلق صور نمطية عند تطبيقه على جماعات إجرامية عالمية تختلف في بنيتها وأساليبها وأهدافها عن النموذج الصقلي الأصلي. تكمن قوة المصطلح الآن في كونه نموذجًا أصليًا (archetype) للجريمة المنظمة أكثر من كونه دقيقًا من الناحية التأثيلية أو التاريخية عند تطبيقه عالميًا. الاعتراضات التي أبداها قاضي مثل جيوفاني فالكوني  والتمييزات التي يضعها الأكاديميون  تسلط الضوء على الإشكاليات التحليلية التي يسببها هذا التعميم.
7. خلاصة وتقييم: نحو فهم أصل التسمية
بعد استعراض النظريات المختلفة والأدلة اللغوية والتاريخية المتاحة، يمكن الوصول إلى تقييم مقارن لأصول مصطلح "مافيا". تتلخص النظريات الرئيسية المتنافسة في: الأصل الصقلي المباشر من كلمة 'mafiusu'، الأصول العربية المحتملة المتعددة، وأسطورة الاختصار "M.A.F.I.A.".
عند تقييم الأدلة لكل نظرية:
* الأصل الصقلي ('mafiusu'): يبدو هذا هو المسار الأكثر ترجيحًا وقوة. يستند هذا الترجيح إلى الرابط اللغوي المباشر، والاستخدام الموثق للكلمة بمعاني ذات صلة (الجرأة، التبختر، الفخر، وأيضًا الغطرسة) في صقلية القرن التاسع عشر، والارتباط الزمني والثقافي الوثيق بمسرحية "I mafiusi di la Vicaria" عام 1863 التي عممت الربط بين هذا السلوك والجريمة المنظمة، وظهور المصطلح في التقارير الرسمية بعد ذلك مباشرة في عام 1865.
* الأصول العربية: على الرغم من أن السياق التاريخي (الحكم العربي لصقلية) يجعل التأثير العربي على اللهجة الصقلية أمرًا مؤكدًا، إلا أن فرضية اشتقاق 'mafiusu' أو "مافيا" من كلمة عربية محددة تظل تخمينية وتفتقر إلى الإجماع العلمي. تعدد الكلمات المقترحة (mahyāṣ, marfūḍ, muʿāfā, maʿafī, إلخ) وتضارب معانيها يضعف حجة أي جذر عربي منفرد كأصل مباشر وقاطع. يمكن تصور وجود تأثير عربي غير مباشر على المفردات والسلوكيات في صقلية، لكن إثباته بشكل مباشر لكلمة 'mafiusu' نفسها يبقى صعبًا.
* أسطورة الاختصار "M.A.F.I.A.": تُرفض هذه النظرية على نطاق واسع من قبل الأوساط الأكاديمية باعتبارها تأثيلًا شعبيًا أو أسطورة لا أساس لها من الصحة، وذلك بسبب المفارقة التاريخية الواضحة وغياب أي دليل يدعمها.
بناءً على ذلك، فإن المسار الأكثر قبولًا علميًا لأصل كلمة "مافيا" يبدأ من الكلمة الصقلية 'mafiusu'. تطور معنى هذه الكلمة من الإشارة إلى موقف أو سلوك معين يتسم بالجرأة والاعتزاز بالنفس (وربما الغطرسة والعداء للسلطة) كان سائدًا في صقلية القرن التاسع عشر، ليصبح مرتبطًا بشكل خاص بأعضاء عصابات الحماية والابتزاز الإجرامية التي نشأت في تلك الفترة. تم ترسيخ هذا الارتباط بفعل الظروف الاجتماعية والسياسية المضطربة التي أعقبت توحيد إيطاليا، وتم تعميمه ثقافيًا وشعبيًا من خلال النجاح الكبير لمسرحية "I mafiusi di la Vicaria" عام 1863، مما أدى إلى تبني المصطلح في الخطاب الرسمي بحلول عام 1865.
في الختام، يكشف تتبع أصول كلمة "مافيا" عن تفاعلات معقدة بين اللغة والثقافة والتاريخ والبنى الاجتماعية والمخيال الشعبي. إن قصة هذه الكلمة ليست مجرد بحث عن جذر لغوي واحد ومنفرد، بل هي فهم لكيفية تبلور مصطلح ('mafiusu') يجسد موقفًا معينًا ليصبح مرتبطًا ارتباطًا وثيقًا بظاهرة اجتماعية متنامية (الجريمة المنظمة) داخل بوتقة تاريخية محددة (صقلية القرن التاسع عشر)، ومن ثم يتحول إلى علامة عالمية ذات دلالات واسعة. إنها قصة تبلور دلالي مدفوع بالواقع الاجتماعي والتمثيل الثقافي أكثر من كونها مجرد اشتقاق خطي بسيط من جذر قديم واحد.
المافيا هو مصطلح يستخدم لوصف نوع من «نقابة عصابات الجريمة المنظمة» التي تمارس الحماية بالابتزاز في المقام الأول - استخدام الترهيب العنيف للتلاعب بالنشاط الاقتصادي المحلي، وبخاصة الاتجار غير المشروع. ويمكن أن تمارس أنشطة ثانوية مثل الاتجار بالمخدرات والقروض بفوائد مرتفعة والتزوير. ترتبط عصابات بميثاق شرف، ولا سيما ميثاق الصمت (أو omertà في جنوب إيطاليا)، يحمي المافيا من التسللات الخارجية وتدابير إنفاذ القانون.
في البداية التصق المصطلح بالمافيا الصقلية، ولكن التسمية ما فتئت أن شملت غيرها من الأساليب والمنظمات المماثلة، مثل «المافيا الروسية» أو «المافيا اليابانية». وتستعمل هذا المصطلح، بشكل غير رسمي، الصحافة والجمهور، في حين تستعمل المنظمات الإجرامية تسميات خاصة (فمثلا تطلق المافيا الصقلية والاميركية على نفسها اسم ««كوزا نوسترا»»، والمافيا المكسيكية تطلق على نفسها «لا ايميه» والمافيا اليابانية «ياكوزا»). وعندما تستخدم «المافيا» وحدها، فعادة ما تشير إما إلى المافيا الصقلية أو المافيا الاميركية.

## المصدر اللغوي

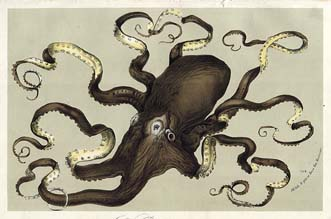

هناك العديد من النظريات حول أصل مصطلح «المافيا» (أحيانا تهجى "Maffia" في الأدبيات المبكرة). {{وصفة الصقلية «mafiusu» (بالإيطالية: mafioso) قد تنبع من العامية العربية مهياص (mahyas)، تعني «التفاخر العدواني والتبجح»، أو (marfud) وتعني مرفوض. في إشارة إلى الرجل، كانت كلمة mafiusu في صقلية في القرن 19 «غامضة»، فدلت على فتوة الرجل وتكبره ولا يعرف الخوف، ودلت على المغامر والمفتخر، وفقا لباحث دييغو غامبيت (Diego Gambetta)  وعند الإشارة إلى امرأة، فإن الصفة تؤخذ تشكيلة المؤنث- "mafiusa" وتعني الجميلة والجذابة.
مصادر عربية أخرى ممكنة:
Other possible origins from Arabic:
- maha = quarry, cave[4]
- معافى mu'afa = safety, protection[4]

الصاق الجمهور الكلمة بالمنظمات الاجرامية المتخفية قد يكون سببه استلهم من مسرحية سنة 1863 بعنوان '"I mafiusi di la Vicaria" ("The Mafiosi of the Vicaria") لكل من Giuseppe Rizzotto و Gaetano Mosca.
تدور المسرحية حول عصابة في السجن باليرمو لها سمات مشابهة للمافيا: مدير، طقوس بدء، والحديث عن "umirtà" (omertà أو قانون الصمت) و "pizzu" (مصطلحا لابتزاز المال) لقيت المسرحية نجاحا كبيرا في جميع أنحاء إيطاليا. وبعد فترة وجيزة، بدأ استخدام مصطلح «المافيا» تظهر في تقارير الدولة الإيطالية في وقت مبكر للحديث عن هذه الظاهرة. وردت الكلمة رسميا لأول مرة في عام 1865 في تقرير لمحافظ باليرمو، Filippo Antonio Gualterio.

## أوروبا

### إيطاليا
- كامورا، تنشط في منطقة كامبانيا
- ندرانجيتا في قلورية
- ساكرا كورونا يونيتا في بوليا
- ستيدا (مافيا)

### هولندا
- مافيا هولندية

### أيرلندا
- مافيا أيرلندية

### اليونان
- مافيا يونانية [الإنجليزية]

### كورسيكا
- مافيا كورسيكية

## أمريكا الشماليّة

### أمريكا
- مافيا أمريكية
- دي إم
- مافيا كلدانية [الإنجليزية]
- مافيا ديكسي [الإنجليزية]

### المكسيك
- لوس راستروجوس
- كارتل خواريز
- لوس زيتاس كارتل
- كارتل سينالوا

## أمريكا الجنوبيّة

### كولومبيا
- مافيا كولومبية
- كارتل كالي
- مافيا الخليج [الإنجليزية]
- مكتب إنفيغادو [الإنجليزية]

### برازيل
- مافيا برازيلية [الإنجليزية]

## مافيا دول البلقان
- المافيا الألبانية
- مافيا أرمنية
- مافيا بوسنية [الإنجليزية]
- مافيا صربية
- مافيا تركية
  - مافيا أذربيجان [الإنجليزية]
  - مافيا كردية
- مافيا بلغارية
  - مكتب إنفيغادو [الإنجليزية]
- مافيا الجبل الأسود [الإنجليزية]

## أفريقيا

### المغرب
- مافيا مغربية

### جامايكا
- مافيا جامايكية [الإنجليزية]

### نيجيرية
- مافيا نيجيرية [الإنجليزية]

### مصر
- مافيا مصرية

|Pharonic Organization crime in Egypt
تتخصص المنظمة في سرقة الدعم عن الفقراء والاتجار في الاثار المصرية والمخدرات والاعضاء البشرية بطرق غير مشروعه

## آسيا

### كوريا
- مافيا كورية

### اليابان
- ياكوزا

### الهند
- مافيا هندية [الإنجليزية]

### روسيا
- مافيا روسية
  - سولنتسفسكايا براتفا [الإنجليزية]
  - مافيا شيشانية [الإنجليزية]
  - بوشكينسكايا (مافيا) [الفرنسية]

### جورجيا
- مافيا جورجية

### إسرائيل
- مافيا إسرائيلية
- الجريمة المنظمة اليهودية الأمريكية

### العراق
- مافيا عراقية

### تركيا
- مافيا تركية